# Nijmegen

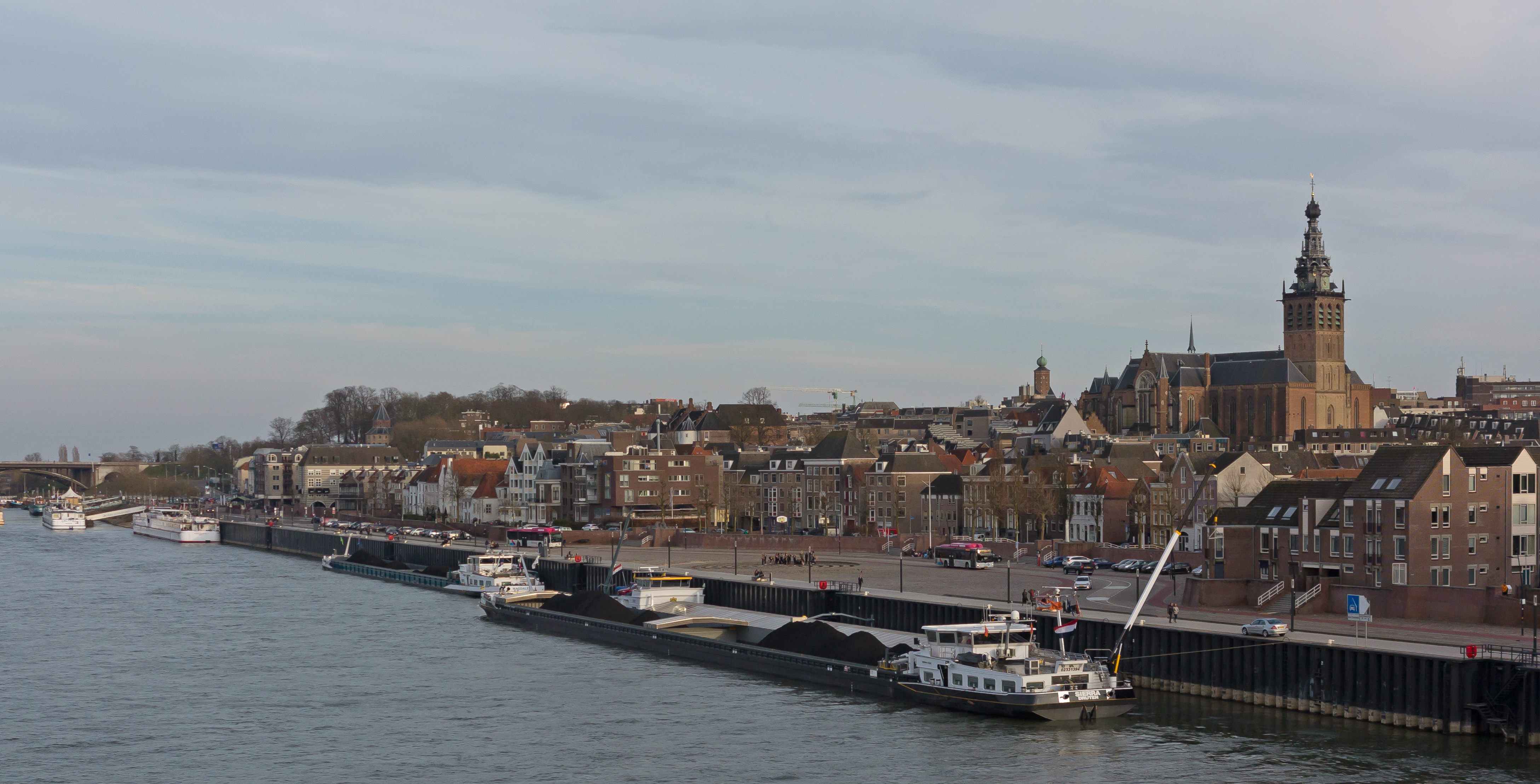
Blick auf die Stadt von der Eisenbahnbrücke

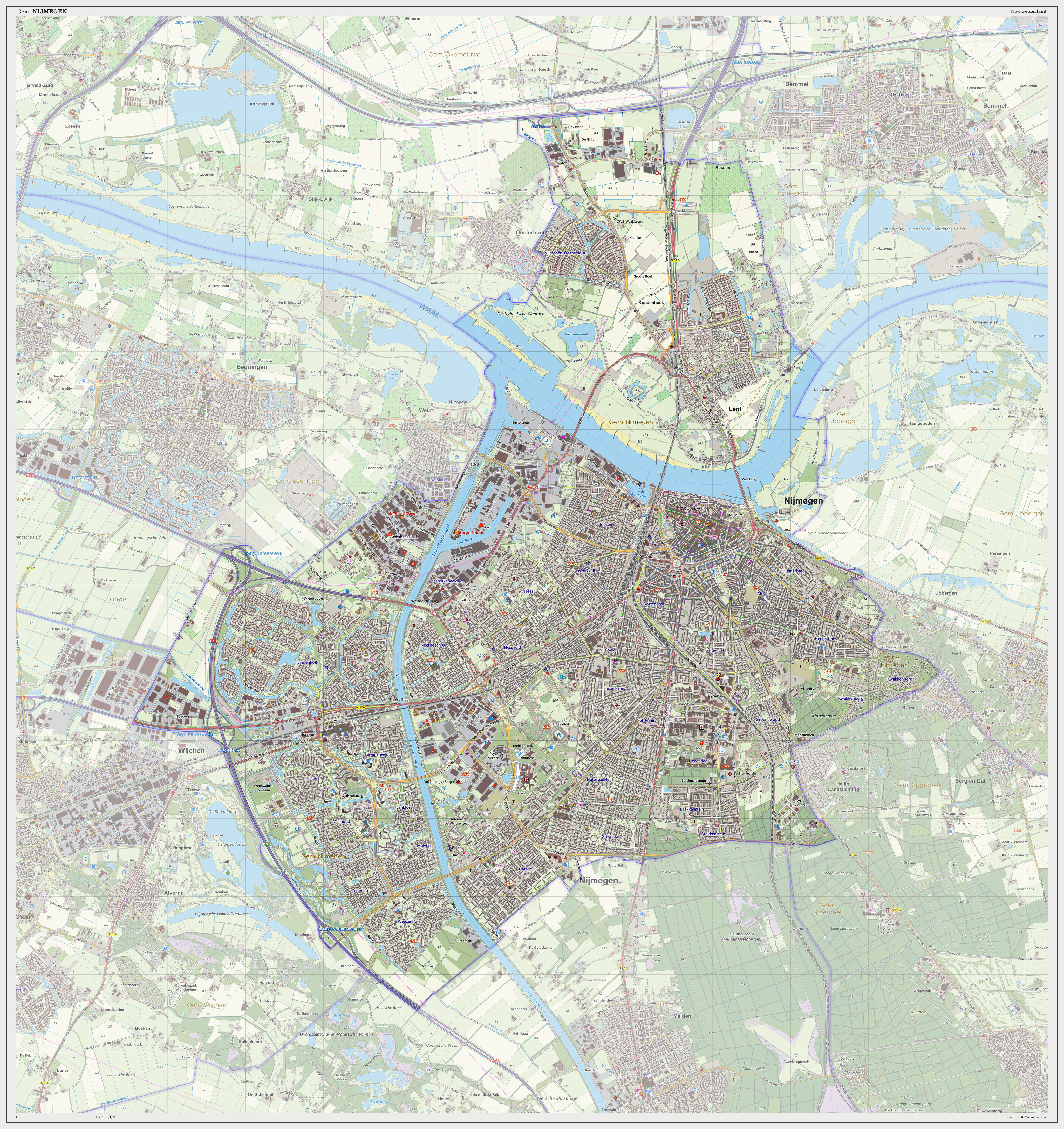
Stadtkarte Nijmegen

Nijmegen [ˈnɛiˌmeːɣə(n)] (anhörenⓘ), deutsch Nimwegen, seltener auch Nijmwegen und Nymwegen, auf Nimwegisch Nimwèège [nɪmˈʋɛːʝə] (lateinisch Ulpia Noviomagus Batavorum), ist eine Gemeinde mit 188.981 Einwohnern (Stand 1. Januar 2025) in der Provinz Gelderland im Osten der Niederlande, die in unmittelbarer Nähe der Grenze zur deutschen Region Niederrhein liegt. Nijmegen war der wichtigste der vier Hauptorte in der Grafschaft Geldern und wurde 1402 Mitglied der Hanse.

## Name
Das niederländische Toponym Nijmegen lässt sich nach aller Wahrscheinlichkeit auf das lateinische Noviomagus zurückführen und ist letztendlich keltischen Ursprungs. Der zweite Teil geht nämlich zurück auf das keltische Wort magos für „Feld“, „Ebene“ und das erste auf das keltische Adjektiv novios für neu. Die Endung wurde von -os zu -us romanisiert. Über die Jahrhunderte entwickelten sich unterschiedliche Schreibweisen wie Novimagus, Novomagus, Neomagus oder Noviomagi. In der Zeit Karls des Großen hieß der Ort Numaga, was sich im Laufe der Geschichte in Nieumeghen oder Nimmegen (siehe auch das deutsche Neumagen) veränderte. Letztere ist stets im deutschen Exonym Nimwegen erkennbar. 
Die Eigenbezeichnung im lokalen nordniederfränkischen Dialekt (niederländisch Nijmeegs) ist Nimwèège.

## Geographie

### Lage
Nijmegen liegt 15 Kilometer südlich von Arnhem und ist ca. 14,5 km entfernt von den deutschen Gemeinden Kranenburg und Kleve. Im Norden bildete die Waal, die bei Pannerden als einer der Flüsse des Rhein-Maas-Deltas aus dem Rhein entsteht, bis in die 1990er-Jahre die Stadtgrenze. Seither ist dort der neunte und damit jüngste Stadtbezirk mit dem Namen Waalsprong (eigentlich Nijmegen-Noord) angesiedelt.

### Gemeindegliederung

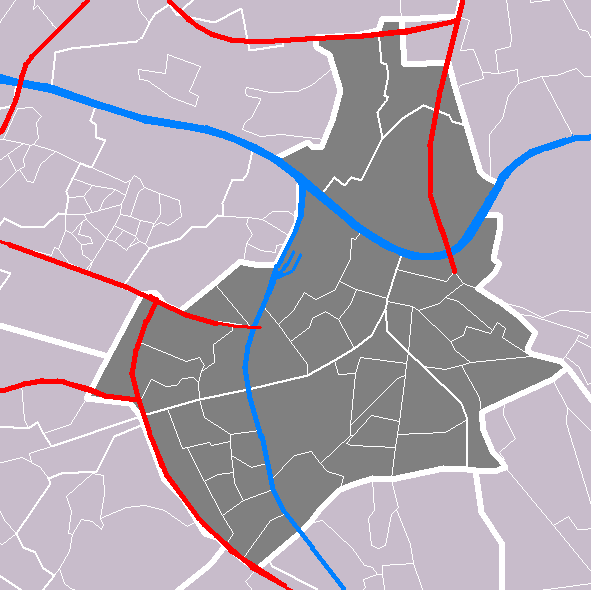
Karte der Gemeinde mit den Stadtteilen (durch weiße Linien voneinander abgegrenzt)

Die Gemeinde Nijmegen ist in die folgenden neun Bezirke gegliedert:
| Nr. | Bezirk              | Einwohnerzahl (1. Jan. 2024) |
| --- | ------------------- | ---------------------------- |
| 01  | Nijmegen-Centrum    | 12.705                       |
| 02  | Nijmegen-Oost       | 35.410                       |
| 03  | Nijmegen-Oud-West   | 16.100                       |
| 04  | Nijmegen-Nieuw-West | 17.515                       |
| 05  | Nijmegen-Midden     | 19.550                       |
| 06  | Nijmegen-Zuid       | 23.875                       |
| 07  | Dukenburg           | 22.390                       |
| 08  | Lindenholt          | 14.670                       |
| 09  | Nijmegen-Noord      | 24.825                       |

Erst seit 1998 entspricht die Anzahl der Stadtbezirke der heutigen. Damals entstanden erstmals nördlich der Waal Wohnsiedlungen im heutigen Bezirk Nijmegen-Noord, der deswegen auch Waalsprong genannt wird. Der Stadtbezirk Dukenburg existiert seit 1965 und in Lindenholt begannen erste Bauarbeiten im Jahr 1977.

### Nachbargemeinden
| Overbetuwe |                                             | Lingewaard  |
| Beuningen  | Kompassrose, die auf Nachbargemeinden zeigt | Berg en Dal |
| Wijchen    | Heumen                                      |             |

## Geschichte

### Antike
Die Hansestadt Nijmegen bezeichnet sich als die älteste Stadt der Niederlande, obwohl auch einige andere niederländische Städte, darunter Maastricht, diesen Titel beanspruchen. Die Geschichte der Stadt geht bis in die Zeit des Römischen Reiches zurück; 2005 fand die 2000-Jahr-Feier statt, die Römer unterhielten hier seit 19 v. Chr. verschiedene Militärstützpunkte. Zuerst gründeten sie das Oppidum Batavorum, das von Tacitus erwähnt wurde und 69 n. Chr. von Julius Civilis wieder zerstört wurde. Danach entstand zwischen 98 und 104 n. Chr. eine zivile Siedlung: Ulpia Noviomagus Batavorum. 
Die militärischen Standorte wechselten: Von 19 v. Chr. bis 12/10 v. Chr. befand sich die Garnison auf dem Hunnerberg, von 12/10 v. Chr. bis 69 n. Chr. auf dem Kops Plateau und von 69 n. Chr. bis zur Mitte des zweiten Jahrhunderts wieder auf dem Hunnerberg. Vom Ende des vierten Jahrhunderts bis zum Anfang des fünften Jahrhunderts gab es noch einmal eine spätantike Befestigung im Bereich des späteren Pfalzhügels. Nach dem Abzug der Römer gingen um 410 auch deren administrativ-militärische Funktionen verloren. Zahlreiche Grabungsfunde im Stadtgebiet erweisen eine spätantik-frühmittelalterliche Siedlungskontinuität vom vierten bis zum siebten Jahrhundert.

### Mittelalter
Die römischen Befestigungen gingen an die Merowingerkönige und dann in die Hände der karolingischen Könige. Anfang des 7. Jahrhunderts ist eine merowingische Münzstätte nachgewiesen. Die Pfalzkirche aus dem ersten Viertel des 7. Jahrhunderts diente zugleich als Pfarrkirche. Nijmegen war ein castrum gegen die Nachbarvölker Sachsen und Friesen. Karl der Große baute 777 auf den Mauern des Kastells eine Pfalz, die aber erst nach seinem Tod fertiggestellt wurde. Die zugehörige Ortschaft wurde als villa bezeichnet. Ludwig der Fromme hielt sich oft in der Pfalz auf. Die Pfalz war Mittelpunkt eines ausgedehnten Königsgutsbezirkes (fiscus Niumaga) mit Reichsforst. Um das Jahr 880 nahmen die Normannen die Pfalz ein, die sie bei ihrem späteren Abzug niederbrannten.
Als Handelsniederlassung entstand Nijmegen wahrscheinlich vor dem Jahr 1000 zwischen der heutigen Grotestraat, Priemstraat und Nonnenstraat, westlich des Pfalzhügels in unmittelbarer Nähe zur Waal. Während der ottonischen und salischen Zeit fanden königliche oder kaiserliche Hoftage im Ort statt. Wohl um 1030 wurde in der Pfalz die St.-Nikolaus-Kapelle, einer der wenigen erhaltenen romanischen Zentralbauten errichtet. Es war ein Zentralbau nach dem Vorbild der Aachener karolingischen Pfalzkirche.
Friedrich Barbarossa, Kaiser des Heiligen Römischen Reiches ließ die im Jahr 1047 von Herzog Gottfried dem Bärtigen niedergebrannte Pfalz 1155 in eine ausgedehnte Burganlage, den Valkhof, umbauen. Davon sind im 21. Jahrhundert jedoch nur zwei Kapellen erhalten.  Seit Ende des 12. Jahrhunderts hatte Nijmegen eine königliche, seit 1247 eine gräfliche Münzstätte. Mit der Burggrafschaft war ein umfangreicher Gerichtsbezirk im Umland verbunden, zu dem Ubbergen und Groesbeck gehörten.
Unter Heinrich VII. wurde Nijmegen 1230 freie Reichsstadt. Kurz darauf, am 8. Oktober 1247, kam die Reichsstadt in gelderländische Hände. Graf Otto II. von Gelderland erhielt die Stadt als Pfand vom römisch-deutschen König Wilhelm II. (der gleichzeitig Graf von Holland war). Weil das Lehen nicht ausgelöst werden konnte, blieb es fortan im Besitz der Herren von Geldern. Unter Otto II. begann 1250 auch der Bau der Stevenskerk, einer Kirche, die auch heute noch die Silhouette von Nijmegen dominiert. Um 1300 wurde die Umwallung der Stadt anlegt (Fläche 29 ha).

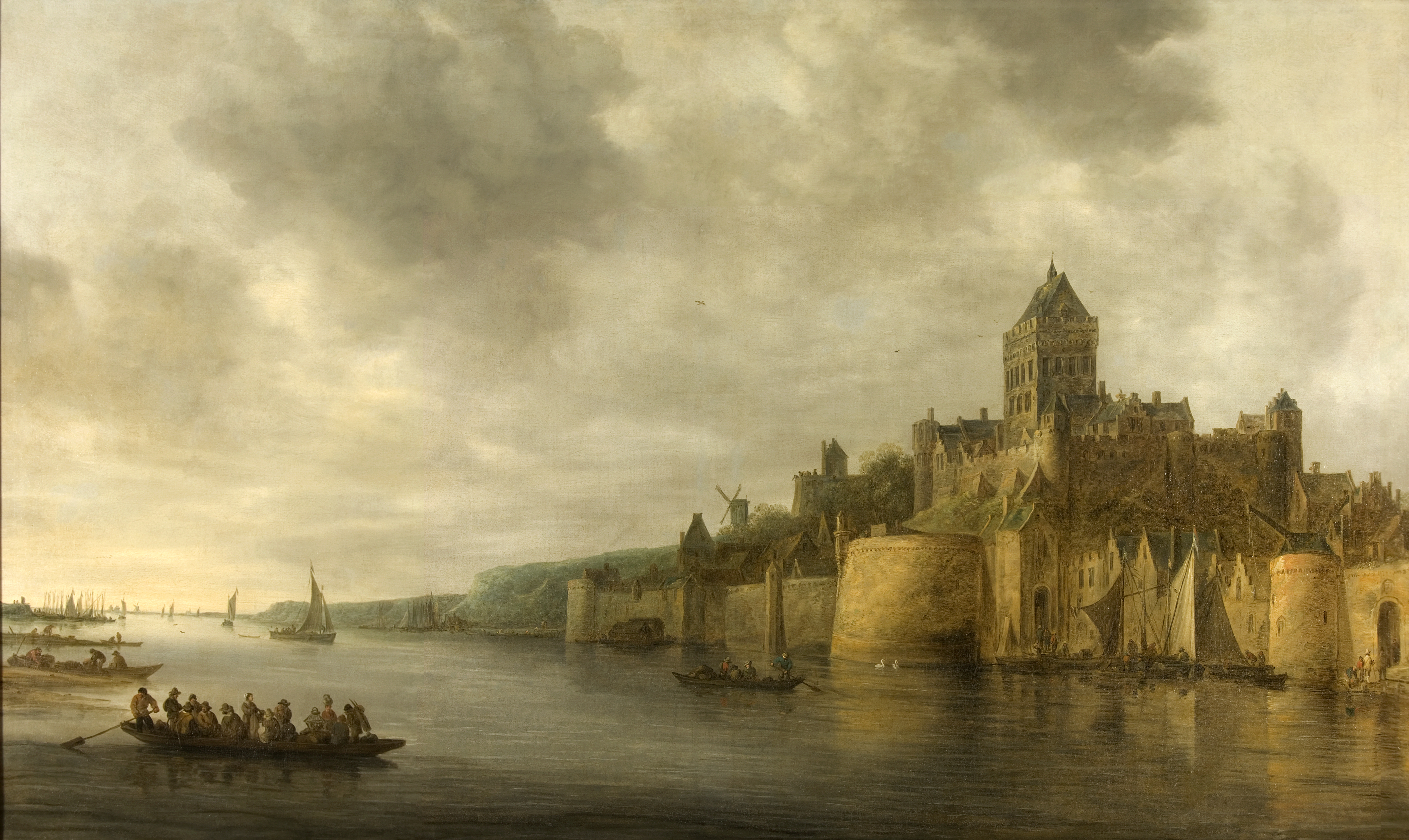
Blick auf den Fluss Waal und die Valkhof-Zitadelle, Gemälde von Jan van Goyen, 1641

Trotz der Großen Pest 1345 stieg die Einwohnerzahl Nijmegens kontinuierlich. Nijmegen wurde 1402 Mitglied der Hanse. Es wurden Handelsbeziehungen nach England und in die Ostsee aufgebaut.

### Zwischen dem 15. und  19. Jahrhundert
Mitte des 15. Jahrhunderts soll die Stadt über 10.000 Einwohner gehabt haben. Die Errichtung und Renovierung zahlreicher Kirchen und Klöster lockte Handwerker und Künstler in die Stadt. In dieser Zeit wurde zur Unterstützung des Handels der Nimweger Kran (Nijmegse Craen (Kraan), ein steinerner Haus- oder Tretradkran als Hafenkran) auf der Waalkade errichtet. Er diente auch als Wachunterkunft und wurde 1882 wegen Baufälligkeit abgerissen. Die Reformation fand zunächst freundliche Aufnahme.
Nijmegen wurde der wichtigste von vier Hauptorten im Herzogtum Geldern. 1543 kam Nijmegen mit dem Rest des Geldernlandes durch den Vertrag von Venlo in spanischen Besitz. Prinz Moritz eroberte die Stadt 1591. Zu Nijmegen wurde 1678 der Friede von Nimwegen zwischen Frankreich und der Republik der Sieben Vereinigten Niederlande geschlossen. Unter Napoleon geriet Nijmegen unter französische Herrschaft, bis es im Wiener Kongress 1815 definitiv zum Königreich der Niederlande gelangte.

### Ab dem 20. Jahrhundert
Im Jahr 1923 eröffnete in Nijmegen eine katholische Universität (Katholieke Universiteit Nijmegen, kurz KUN).

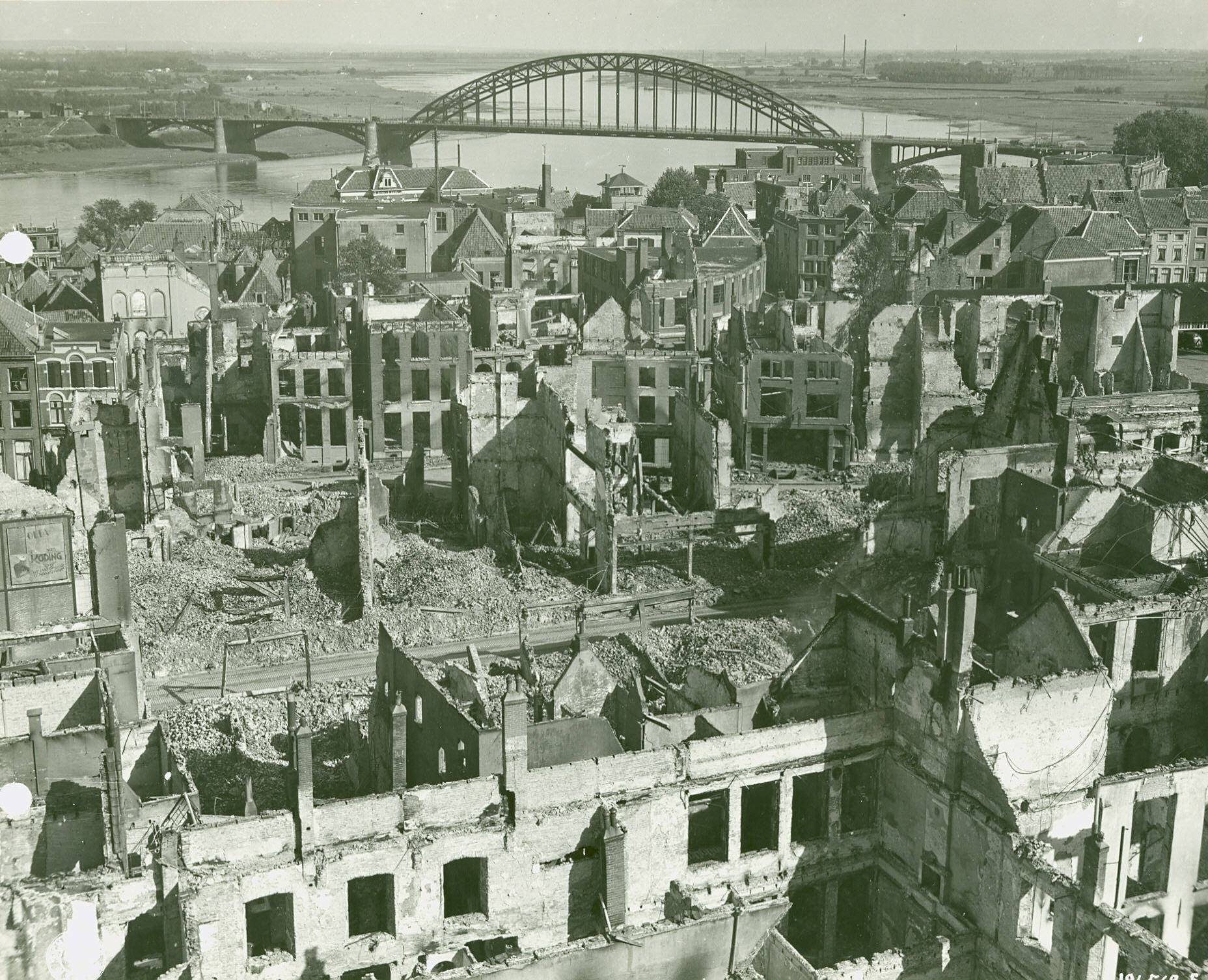
Nijmegen nach der Bombardierung von 1944

Am 22. Februar 1944, im Zweiten Weltkrieg, verursachte ein alliiertes Bombardement starke Zerstörungen in der Stadt: Nachdem eine Mission auf Gotha (dort befand sich ein Werk der Messerschmitt AG) abgebrochen worden war, erlagen die zurückfliegenden Bomberbesatzungen auf der Suche nach einem Sekundärziel vermutlich dem Irrtum, das deutsche Kleve anzufliegen. Fast 800 Menschen starben, darunter alle Menschen in einem Schulgebäude.
Im September 1944 erlitt Nijmegen weitere Kriegsschäden während der Schlacht um Arnheim. Im nahe gelegenen Klever Reichswald und im Umfeld der heutigen Stadt fand zudem im Februar 1945 die sogenannte Schlacht im Reichswald statt. Nach dieser Schlacht konnten die Alliierten bei Wesel einen Brückenkopf über den Rhein schlagen und von dort aus das Ruhrgebiet einnehmen.
Die am 17. Oktober 1923 eröffnete Hochschule wurde 2004 in Radboud Universiteit Nijmegen umbenannt (kurz RU), um mit dem überregional bekannten Universitätsklinikum Radboudumc auch namentlich eine Einheit zu bilden.
Der Bombenopfer aus dem Zweiten Weltkrieg gedachte die Stadtverwaltung mit der Gestaltung von Infoplatten auf den Gehwegen der Innenstadt. Diese runden Edelstahl-Plaketten sind außen herum gekennzeichnet als Brandgrens Bombardement 1944-02-22 und markieren frühere Gebäudestandorte oder nennen Personen, die genau an der Stelle umgekommen sind.

## Verkehr und Wirtschaft

### Schienengebundener Verkehr

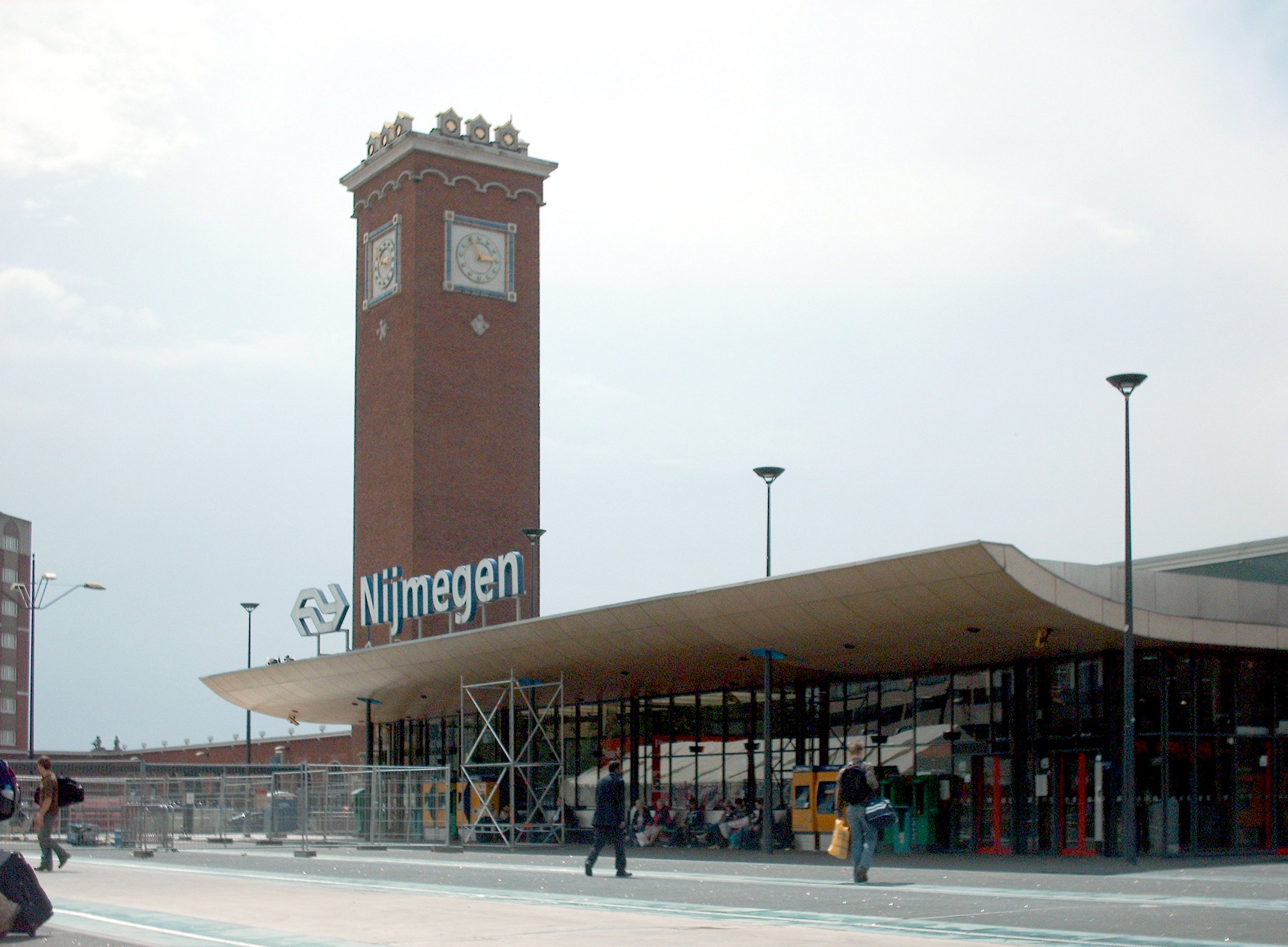
Bahnhof

Eisenbahnen und Autobahnen verbinden die Stadt mit Arnhem, ’s-Hertogenbosch und Venlo. Der Bahnhof Nijmegen wird auf der Bahnstrecke Arnhem–Nijmegen seit 1879 von Norden, auf der Bahnstrecke Tilburg–Nijmegen seit 1881 von Westen und auf der Maaslinie seit 1883 von Süden erreicht; die historisch älteste Verbindung auf der Linksniederrheinischen Strecke (1865–1991) von Osten liegt inzwischen brach. Seit dem Frühjahr 2008 sind auf einem Teil dieses Abschnittes Draisinenfahrten für bis zu 14 Personen zwischen Kleve und Groesbeek möglich.
Das Bahnhofsgebäude wurde dagegen 1944 auch ein Opfer des Bombardements. Im Jahr 1955 war der heutige Bahnhof (siehe Bild) fertiggestellt.
Bis 1955 besaß Nijmegen eine Straßenbahn. Die Einführung einer Regional-Stadtbahn ist im Gespräch (Stand 2018).

### Öffentliche Nahverkehrsmittel und Autonutzung
Die Stadtbusse des Verkehrsunternehmens Hermes verkehren unter dem Namen Breng. Außerdem wird Nijmegen mit Regionalbussen angefahren. Der ÖPNV in Richtung Deutschland wird heute mit Bussen der NIAG (Linie SB 58 von Kleve) angeboten.

Nijmegen liegt an der Europastraße 31 nach Papendrecht (Südholland), nach Goch (Linker Niederrhein), Köln und Hockenheim (Rhein-Neckar-Kreis). Am Südrand der Rheinniederung verläuft die N325 von Arnhem über Nijmegen zur deutschen Grenze, wo sie durch die Bundesstraße 9 fortgesetzt wird.

### Fahrradverkehr
Seit dem 19. Mai 2016 galt Nijmegen für zwei Jahre als die beste niederländische Fahrradstadt (Fietsstad 2016). Sie war 2017 mit Arnhem auch Gastgeberin der internationalen Fahrrad-Konferenz Velo City. Die Stadt ist an den Fernradweg Via Romana angebunden, welcher von Xanten bis hierher verläuft.
Der Fahrradverkehr in der Stadt weist einen hohen Anteil am Gesamtverkehr auf:
- 37 Prozent aller Wege bis 7,5 km wurden 2017 mit dem Fahrrad zurückgelegt,
- 64 Prozent aller Pendlerstrecken bis 7,5 km erfolgen mit dem Fahrrad (eine Verdreifachung gegenüber 2013) und
- 65 Prozent aller Wege in die Innenstadt werden mit dem Fahrrad erledigt.

Dagegen hat der motorisierte Individualverkehr zwischen 2013 und 2017 um ein Drittel abgenommen.

### Schifffahrt
Der Binnenhafen am Maas-Waal-Kanal, der von der Waal abzweigt, wird als Umschlaghafen für den Güterverkehr genutzt. Flusskreuzfahrtschiffe legen an der Waal nahe der Altstadt an.

### Wirtschaft
Die Industrie umfasst viel Kleingewerbe sowie unter anderem Fabriken zur Herstellung von Computerchips, von Beton und den Schiffbau.

## Politik

### Gemeindeverwaltung
In der Legislaturperiode von 2022 bis 2026 wird die Gemeinderegierung von einer Koalition aus D66, GroenLinks und Stadspartij Nijmegen geleitet.

### Gemeinderat
Seit den Kommunalwahlen im Jahr 1946 zählt der Gemeinderat 39 Sitze. Er wird seit 1990 folgendermaßen gebildet:
| Partei                     | Sitze a | Sitze a | Sitze a | Sitze a | Sitze a | Sitze a | Sitze a | Sitze a | Sitze a | Sitze a | Sitze a |
| Partei                     | 1982    | 1986    | 1990    | 1994    | 1998    | 2002    | 2006    | 2010    | 2014    | 2018    | 2022    |
| -------------------------- | ------- | ------- | ------- | ------- | ------- | ------- | ------- | ------- | ------- | ------- | ------- |
| GroenLinks                 | –       | –       | 6       | 6       | 8       | 9       | 6       | 8       | 8       | 11      | 9       |
| Stadspartij Nijmegen b c d | –       | –       | –       | –       | –       | –       | –       | 1       | 2       | 3       | 7       |
| D66                        | 2       | 2       | 5       | 7       | 2       | 1       | 2       | 6       | 7       | 6       | 6       |
| PvdA                       | 9       | 16      | 12      | 8       | 8       | 8       | 11      | 8       | 4       | 3       | 4       |
| PvdD                       | –       | –       | –       | –       | –       | –       | –       | –       | –       | 2       | 4       |
| SP                         | 3       | 2       | 2       | 4       | 6       | 6       | 7       | 5       | 8       | 5       | 3       |
| VVD                        | 6       | 4       | 3       | 4       | 5       | 4       | 4       | 4       | 4       | 4       | 3       |
| CDA                        | 13      | 10      | 11      | 9       | 7       | 5       | 5       | 3       | 2       | 2       | 2       |
| GewoonNijmegen.Nu e        | –       | –       | –       | –       | –       | –       | –       | –       | –       | –       | 1       |
| 50PLUS                     | –       | –       | –       | –       | –       | –       | –       | –       | –       | 1       | 0       |
| Gewoon Nijmegen e          | –       | –       | –       | –       | –       | –       | 1       | 2       | 2       | 1       | –       |
| Voor Nijmegen.NU e         | –       | –       | –       | –       | –       | –       | –       | –       | –       | 1       | –       |
| Verenigde Senioren Partij  | –       | –       | –       | –       | –       | 2       | 1       | 2       | 2       | –       | –       |
| Nijmegen Nu b              | –       | –       | –       | –       | –       | 1       | 1       | –       | –       | –       | –       |
| Stadspartij Nijmegen b f   | –       | –       | –       | –       | –       | 3       | 1       | –       | –       | –       | –       |
| De Groenen f               | –       | –       | –       | 1       | 2       | –       | –       | –       | –       | –       | –       |
| Algemeen Ouderen Verbond   | –       | –       | –       | –       | 1       | –       | –       | –       | –       | –       | –       |
| Unie 55+                   | –       | –       | –       | –       | 1       | –       | –       | –       | –       | –       | –       |
| Radikaal Links g           | –       | 5       | –       | –       | –       | –       | –       | –       | –       | –       | –       |
| PSP g                      | 4       | –       | –       | –       | –       | –       | –       | –       | –       | –       | –       |
| PPR g                      | 1       | –       | –       | –       | –       | –       | –       | –       | –       | –       | –       |
| CPN g                      | 1       | –       | –       | –       | –       | –       | –       | –       | –       | –       | –       |
| Gesamt                     | 39      | 39      | 39      | 39      | 39      | 39      | 39      | 39      | 39      | 39      | 39      |

- SP: 3
- PvdD: 4
- PvdA: 4
- GL: 9
- D66: 6
- SPN: 7
- VVD: 3
- CDA: 2
- GNN: 1

Anmerkungen

### College van B&W
Das College van burgemeester en wethouders setzt sich in der Legislaturperiode 2022–2026 aus je zwei Beigeordneten aller Koalitionsparteien zusammen. Folgende Personen gehören zum Kollegium und sind in folgenden Bereichen zuständig:
| Funktion           | Name                | Partei               | Ressort | Anmerkung                               |
| ------------------ | ------------------- | -------------------- | --- | --------------------------------------- |
| Bürgermeister      | Hubert Bruls        | CDA                  | öffentliche Ordnung und Sicherheit, Dienstleistungen und Bürgerangelegenheiten, externe Beziehungen, Juristisches, Kommunikation, Forschung und Statistik | seit dem 16. März 2015 im Amt           |
| Beigeordnete       | Noël Vergunst       | GroenLinks           | Stadtentwicklung, Raumordnung, Bodenpolitik, Kultur | erster stellvertretender Bürgermeister  |
| Beigeordnete       | Jean-Paul Broeren   | Stadspartij Nijmegen | öffentlicher Raum, Stadtteile, Partizipation, Immobilien, Sport und Einrichtungen, Tierwohl, Vergünstigungen                                              | zweiter stellvertretender Bürgermeister |
| Beigeordnete       | Tobias van Elferen  | D66                  | Finanzen, Nachhaltigkeit (Energie und Umwelt), Kulturerbe, Digitalisierung und Informationstechnik, Personal und Organisation                             | –                                       |
| Beigeordnete       | Cilia Daemen        | GroenLinks           | Wohl, Gesundheit, Inklusion, Klimaadaption und städtische Begrünung, Mobilität                                                                            | –                                       |
| Beigeordnete       | John Brom           | Stadspartij Nijmegen | Arbeit und Einkommen, Armutsbekämpfung, Wirtschaft, Tourismus, Innenstadt                                                                                 | –                                       |
| Beigeordnete       | Grete Visser        | D66                  | Wohnen, Pflege, Bildung | –                                       |
| Gemeindesekretärin | Astrid van de Klift | –                    | – | seit dem 1. Dezember 2022 im Amt        |

### Bürgermeister
Hubert Bruls, Mitglied der CDA, ist Bürgermeister der Gemeinde, nachdem er das Amt am 21. Mai 2012 als Nachfolger von Thom de Graaf übernommen hat, welcher nach seinem Rücktritt kommissarisch von Wim Dijkstra vertreten wurde. Er war bereits zwischen 1998 von 2002 in Nijmegen als Ratsmitglied und Beigeordneter in der Kommunalpolitik tätig und vertrat die CDA anschließend als Parlamentsmitglied in der Zweiten Kammer. Ab 2005 hatte er als Bürgermeister der Gemeinde Venlo amtiert, bis er schließlich von Clemens Cornielje, dem damaligen Kommissar der Königin, zum Bürgermeister von Nijmegen ernannt wurde.

### Nachhaltigkeit
In der ältesten Stadt der Niederlande stellen sich die politisch Verantwortlichen drängenden Umweltfragen und sind in puncto Nachhaltigkeit überdurchschnittlich fortschrittlich. Sie führen fort, was als Studentenbewegung in den 1970er-Jahren begann. 2018 wurde die Stadt zur „Grünen Hauptstadt Europas“ ausgezeichnet.

## Sehenswürdigkeiten und Bauwerke
- Rathaus
- Die Waage auf dem Großen Markt (jetzt Cafe-Restaurant)
- Der Valkhof mit der Barbarossa-Ruine (früher römische und karolingische Bauwerke an dieser Stelle) und der St.-Nikolaus-Kapelle
- Reste der Wallanlage: das Belvedère und der Kronenburgerturm (Kruittoren) im Kronenburgerpark
- Titus-Brandsma-Gedächtniskirche
- Nationales Fahrradmuseum Velorama
- Die 1931 bis 1936 errichtete Waalbrücke Nijmegen
- Museum Het Valkhof, modernes Museum mit römischen und anderen archäologischen Funden sowie alter und moderner Kunst (seit März 2023 temporär an dein Keizer-Karel-Plein ausgelagert, üblicherweise Kelfkensbos 59, am Ostrand der Innenstadt), bemerkenswerte Architektur von UNStudio (Ben van Berkel und Caroline Bos)
- muZIEum, Erfahrungsmuseum über Sehen und Nichtsehen, unter anderem mit „Dialoog in het donker“, wo Besucher erfahren können, wie es ist, nicht zu sehen
- Hochhaus 52Nijmegen
- ehem. Tankstelle Auto Palace (1936)
- Das Konzerthaus Concertgebouw de Vereeniging
- Das Stadttheater Stadsschouwburg Nijmegen
- St.-Stevenskerk (gotisch), erbaut im 13. Jahrhundert, nach dem Zweiten Weltkrieg restauriert

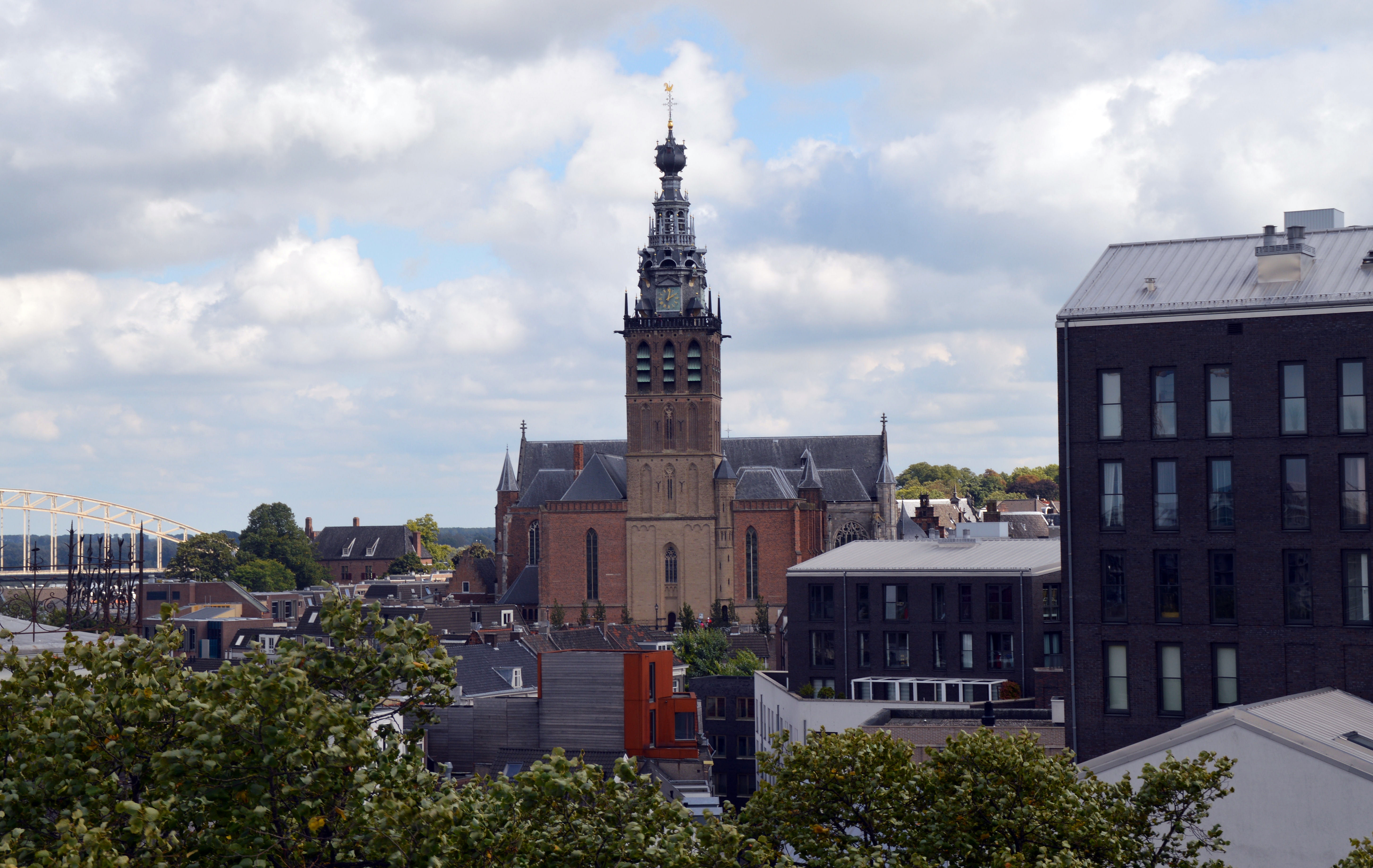
St.-Stevenskerk
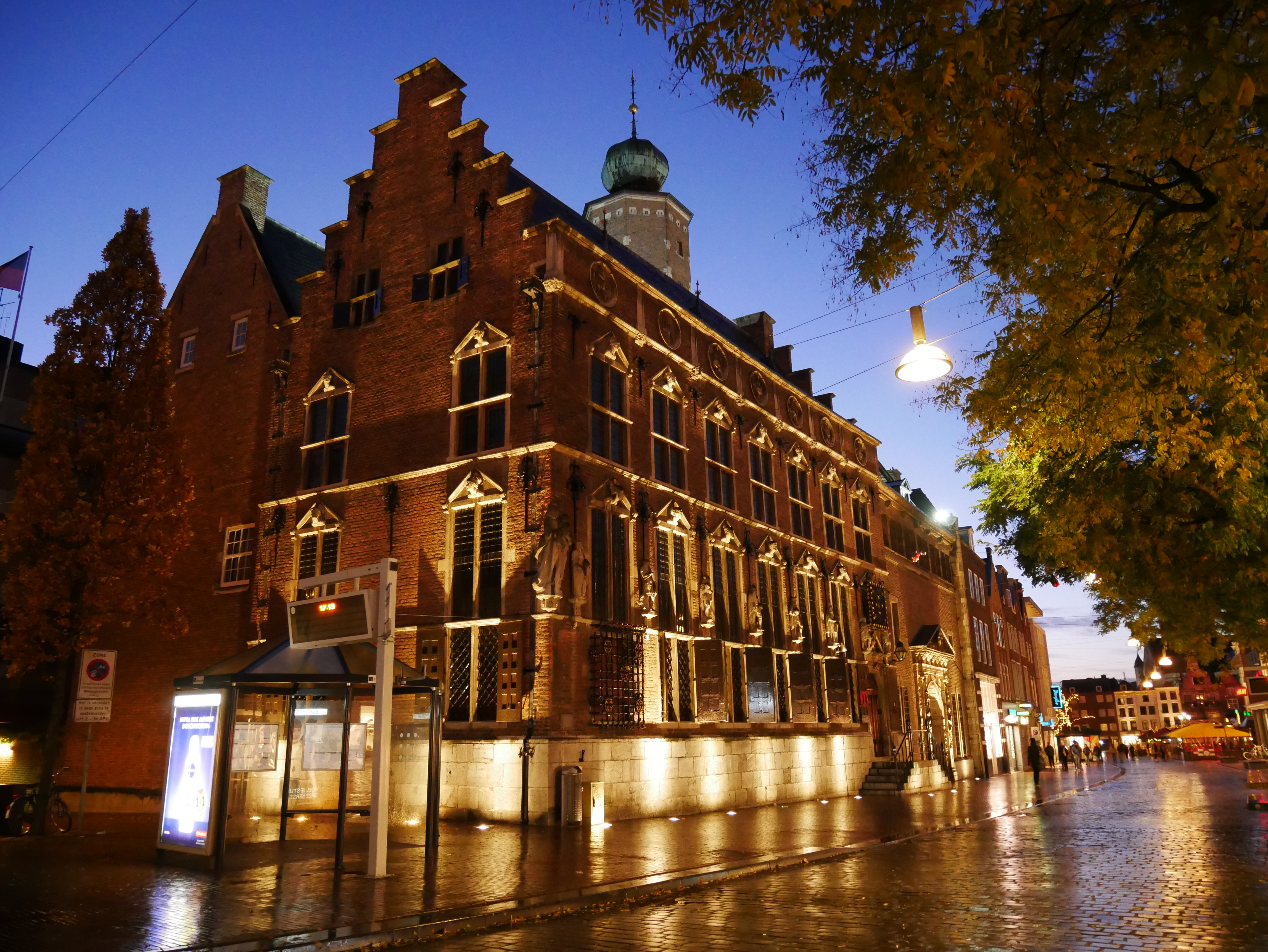
Rathaus
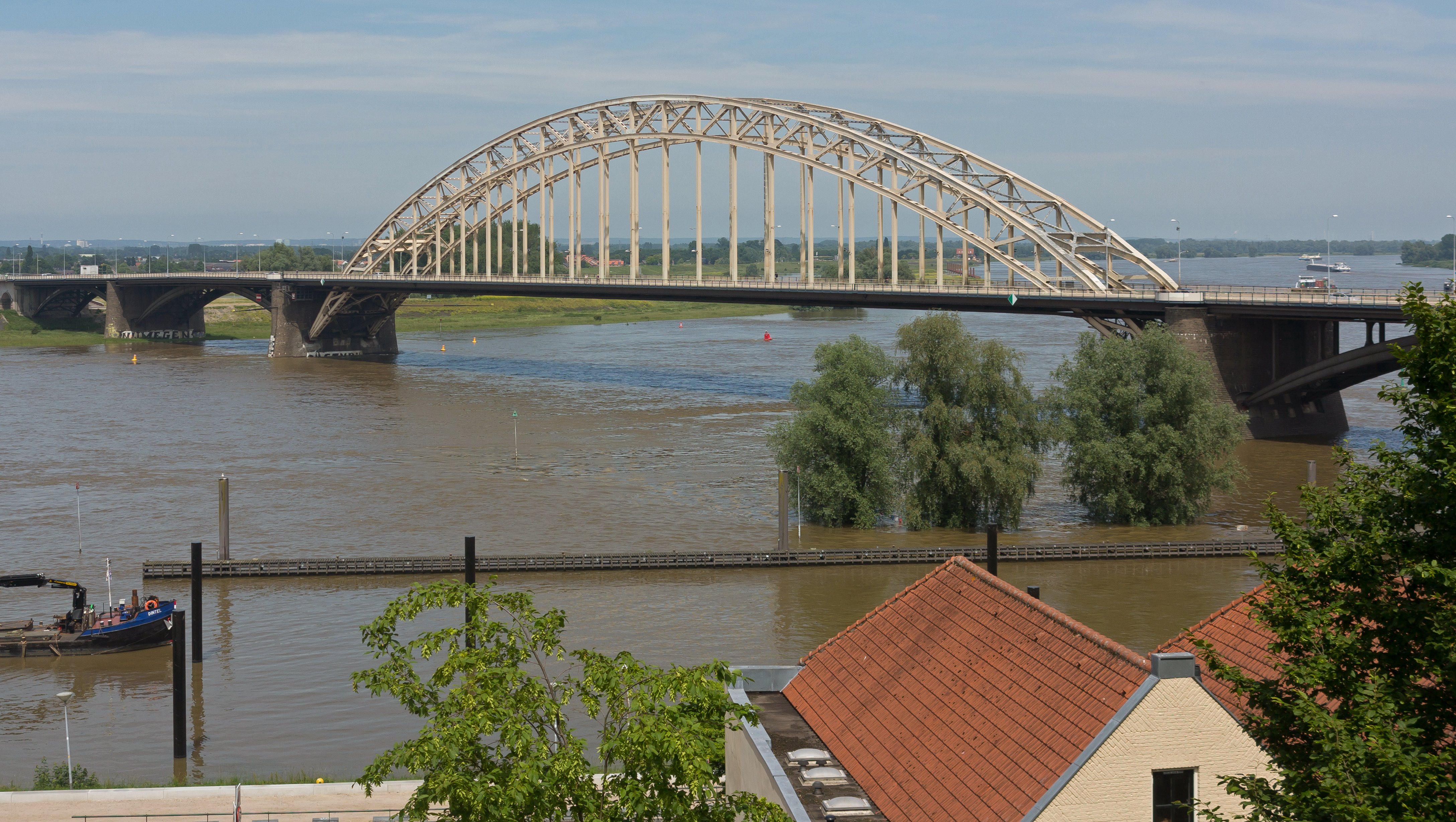
De Waalbrug
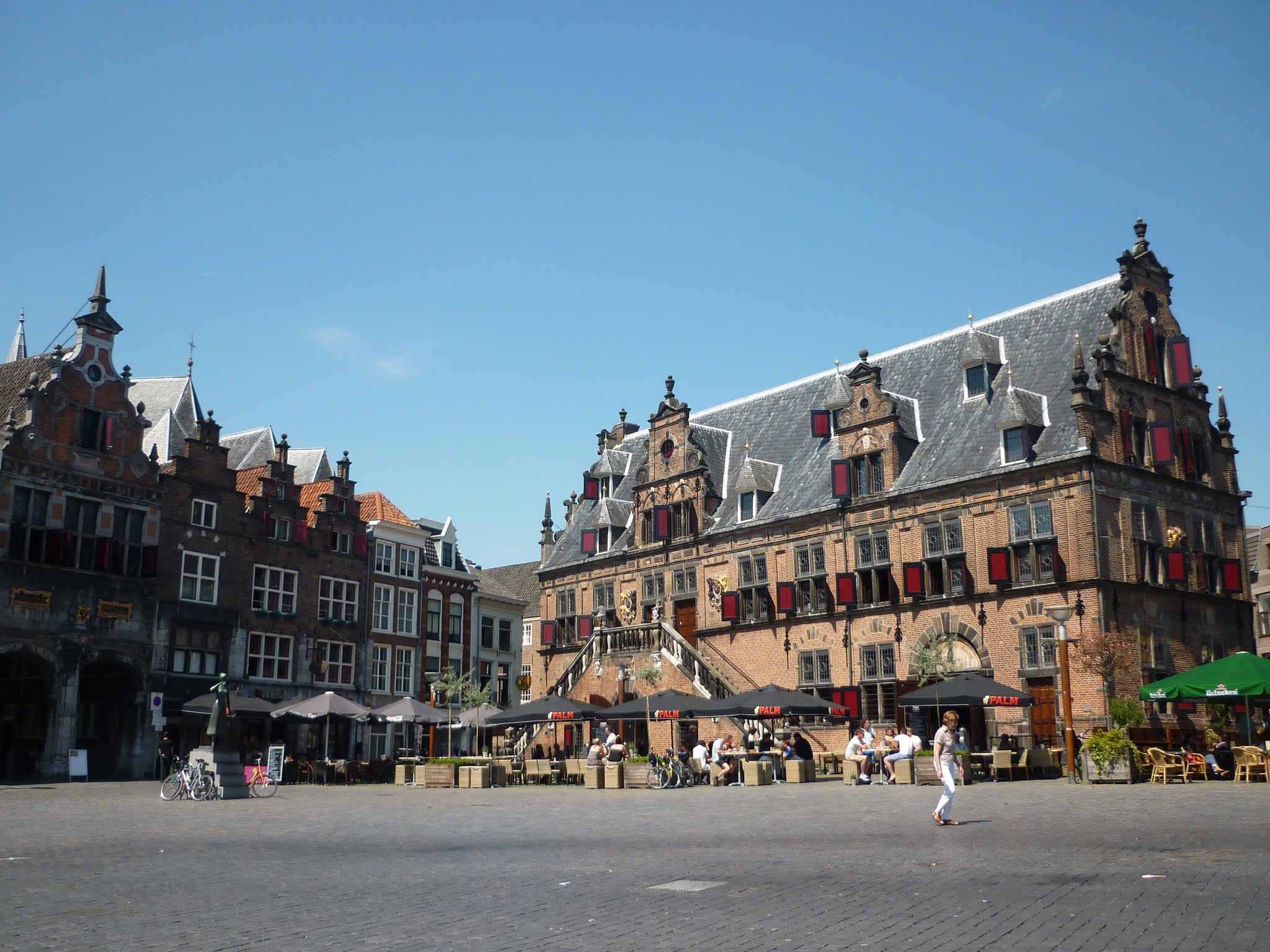
Marktplatz von Nijmegen
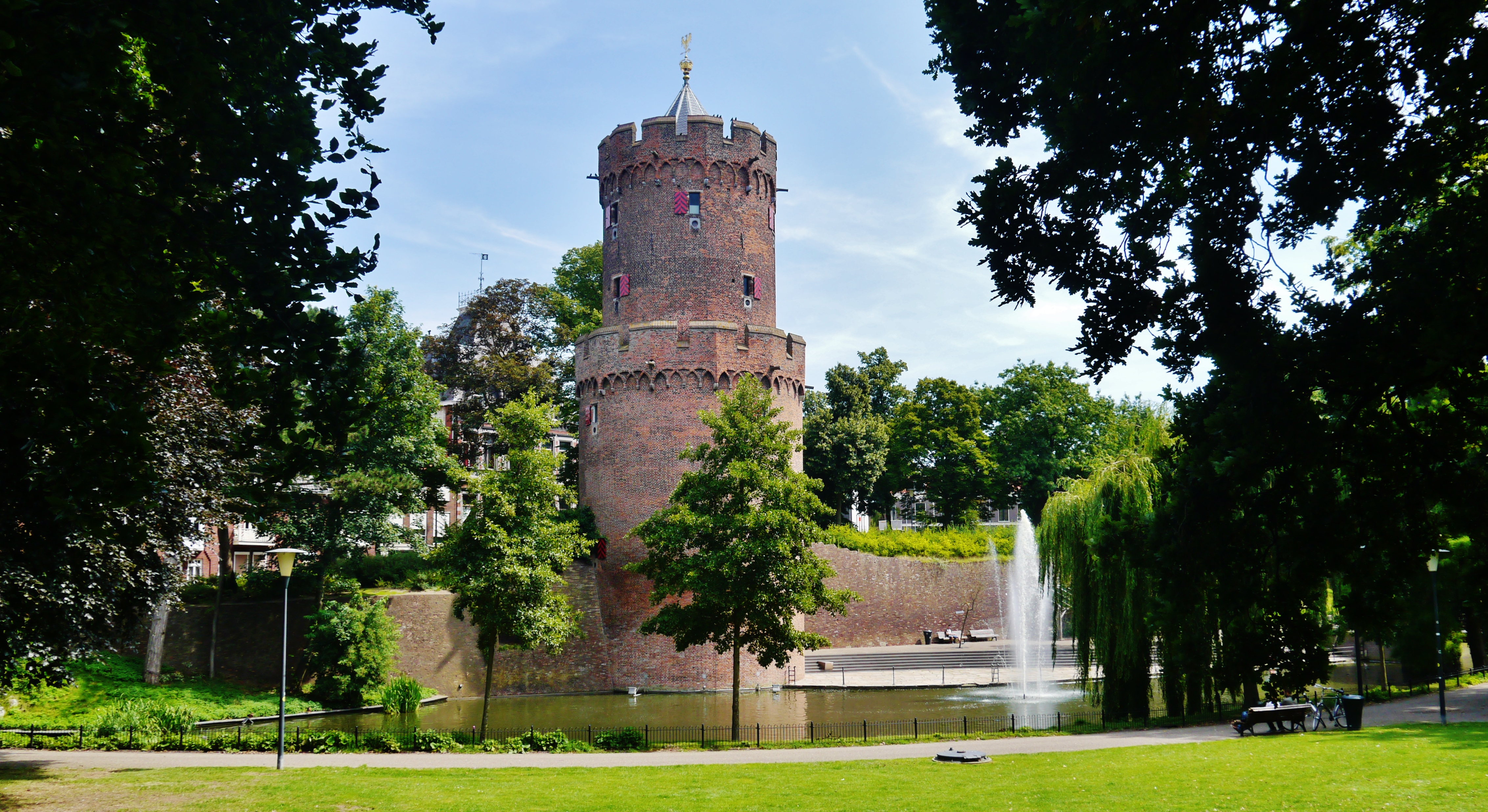
Kruittoren im Kronenburgerpark
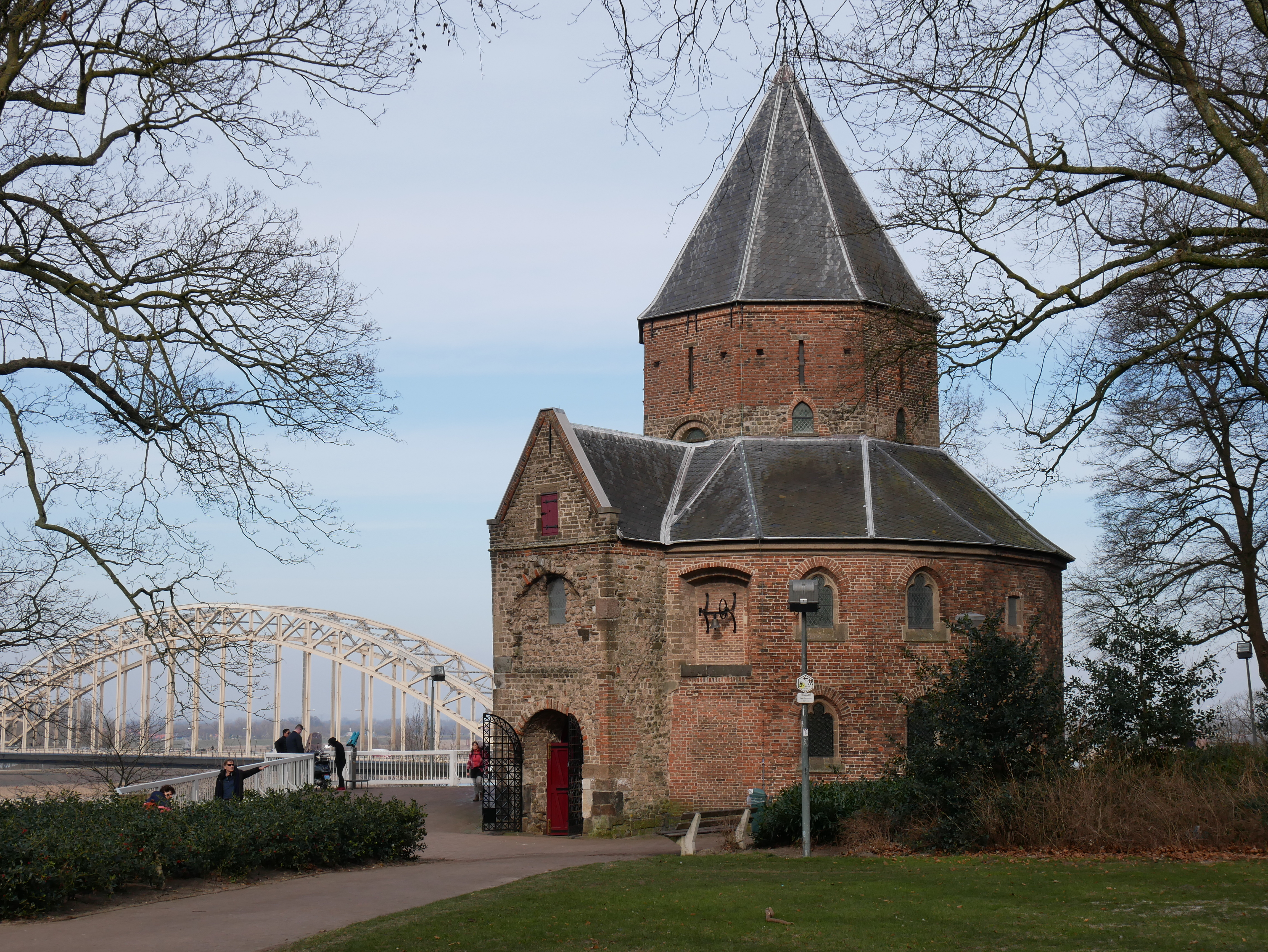
Nikolauskapelle
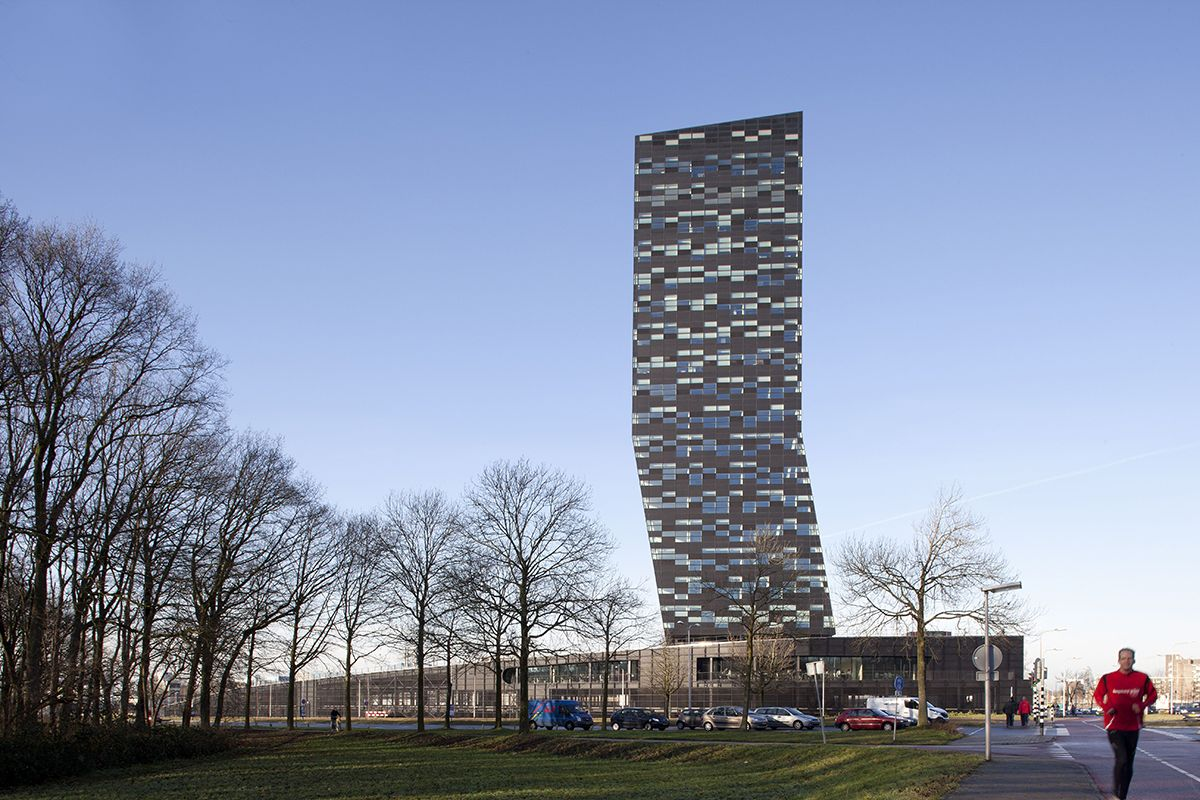
Bürogebäude FiftyTwoDegrees

## Bildung und Wissenschaft

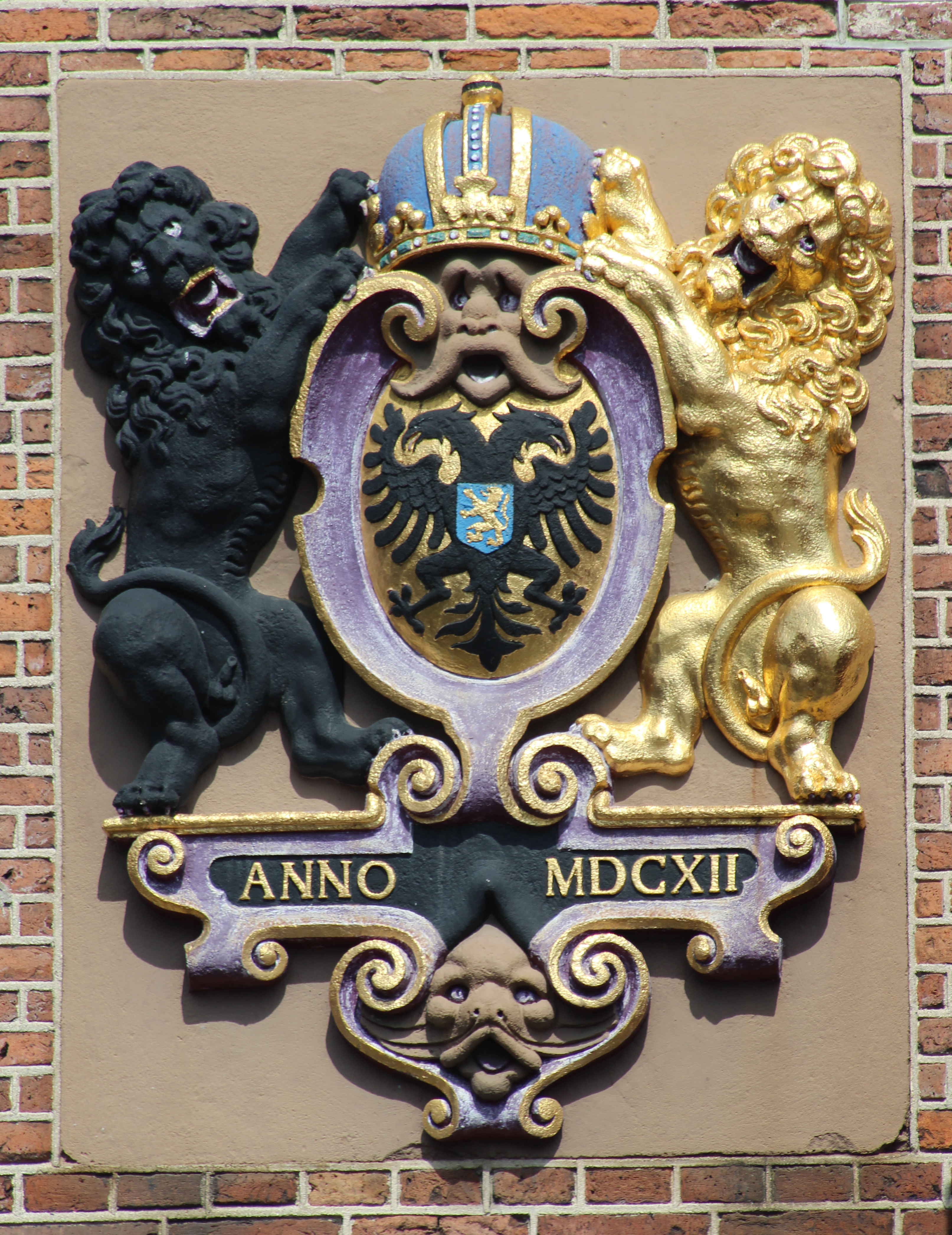
Stadtwappen an der Waage (ehemals Hauptwacht)

In der Nähe der Bahnhofshaltestelle Nijmegen Heyendaal befindet sich der Campus der Radboud-Universität Nijmegen sowie einige Standorte der Hogeschool van Arnhem en Nijmegen (HAN). Insgesamt studieren fast 33.000 Menschen in Nijmegen. Seit 1980 befindet sich in Nijmegen das Max-Planck-Institut für Psycholinguistik, das auch eng mit der Universität kooperiert.
Des Weiteren befindet sich direkt neben dem Hauptbahnhof das Hauptgebäude des ROC Nijmegen, ein Zentrum für Berufsausbildungen.

## Unterhaltung und Sport
- In Nijmegen gibt es ein Holland Casino.
- Im Goffert-Stadion (südwestlich der Innenstadt, etwa 12.500 Sitze) ist der Profi-Fußballverein NEC Nijmegen zu Hause.
- Im Goffert-Park startete 2009 das Sonisphere Festival. Im gleichen Jahr gab es hier erstmals das FortaRock Festival.
- Ein bekannter Club für Livemusik und Partys ist das Doornroosje.
- Im Triavium-Eisstadion spielen die Nijmegen Devils.
- Der Sieben-Hügel-Lauf mit Start und Ziel in Nimwegen ist einer der größten Volksläufe Europas mit jährlich zwischen 20.000 und 30.000 Läufern.

### Nijmegenmarsch
Der Nijmegenmarsch ist eine viertägige Marschveranstaltung, die jährlich am 3. Dienstag im Juli in Nijmegen beginnt und zahlreiche Touristen anlockt. Laut eigner Beschreibung ist die Veranstaltung mit über 45.000 Teilnehmern aus mehr als 70 Nationen die weltweit Größte ihrer Art. Über vier Tage werden in der Veranstaltung durch Soldaten und zivile Teilnehmer täglich 30–50 km Strecke zurückgelegt. Der erste Marsch im Jahr 1909 entstand als militärischer Übungsmarsch. Um das Event herum findet das Volksfest „Vierdaagsefeesten“ (Four Days Festival) statt. Im Jahr 2020 und 2021 fiel die Veranstaltung wegen der COVID-19-Pandemie aus.

## Persönlichkeiten
- Theophanu (ca. 955/960–991), Frau Kaiser Ottos II., Mitkaiserin des römisch-deutschen Reiches
- Heinrich VI. (1165–1197), Kaiser des Heiligen Römischen Reiches
- Marsilius von Inghen (1335/40–1396), Universitätslehrer in Paris und Heidelberg
- Jakob Berneri (14./15. Jh.), Priester, Offizial, Universitätsprofessor in Köln
- die Brüder von Limburg (ca. 1375 bis ca. 1416), Miniaturmaler u. a. des Stundenbuchs Très Riches Heures du Duc de Berry
- Jean Zeewen de Roosendael (um 1382–1472), deutscher Kartäuser
- Antonius Broickwy (1470–1541), Franziskaner und Theologe
- Arnold von Nijmegen (1475–1540). Glasmaler
- Gerhard Geldenhauer (1482–1542), lutherischer Theologe und Reformator
- Petrus Canisius (1521–1597), Theologe, katholischer Heiliger
- Johan Gregor van der Schardt (um 1530–nach 1581), Bildhauer des Manierismus
- Gerhard Falkenburg (um 1538–1578), Jurist und Humanist
- Gerrit Hazenpoet (1557 in Nimwegen auf dem Scheiterhaufen verbrannt), Märtyrer der Täuferbewegung
- Justus Meier (1566–1622), Rechtswissenschaftler und Hochschullehrer
- Albertus Arnoldus van Hutten (1587/88–1663), Prediger und Gelehrter
- Johannes Smetius (1590–1651), Pionier der Provinzialrömischen Archäologie und Prediger der Stevenskerk
- Otto Marseus van Schrieck (1619/20–1678), Stilllebenmaler
- Rutger von Langerfeld (1635–1695), Mathematiker, Maler und Architekt
- Francois Nicolaas Fagel (1645–1718), ein Feldmarschalleutnant der Habsburgischen Niederlande
- Gerhard Noodt (1647–1725), Jurist
- Antonius Schultingh (1659–1734), Jurist
- Charlotte Colbert (1678–1765), Äbtissin der Klöster Penthemont und Maubuisson
- Maximiliaan Jacob de Man (1731–1785), Mediziner
- Cornelis Rudolphus Theodorus Krayenhoff (1758–1840), Arzt, General, Kartograf und Minister
- Theodorus Frederik van Capellen (1762–1824), Seeoffizier
- Jan Willem Janssens (1762–1838), Adliger, Soldat und Staatsmann, Generalgouverneur von Niederländisch-Indien
- Henriette Presburg (1788–1863), Mutter von Karl Marx
- Carl Friedrich Müller (1796–1846), Komponist und Kapellmeister
- Richard van Rees (1797–1875), Mathematiker und Physiker
- Justinus van der Brugghen (1804–1863), Jurist, Staatsmann, Vorsitzender des Ministerrats
- Henri Leeuw sr. (1819–1909), Bildhauer
- Gerard Marius Kam (1836–1922), Unternehmer, Kommunalpolitiker, Heimatforscher und Sammler, sowie Gründer des nach ihm benannten, vormaligen Rijksmuseums Museum Kam
- Æneas Mackay der Jüngere (1839–1909), Politiker
- Willem Leonard Pieter Arnold Molengraaff (1858–1931), Rechtswissenschaftler
- Mathieu Frans Daniëls (1860–1918), Mathematiker
- Henri Leeuw jr. (1861–1918), Maler und Bildhauer
- Oscar Leeuw (1866–1944), Architekt
- Anthony Johannes Blok (1868–1934), Strafrechtler
- Cornelia Gerardina Boellaard (1869–1934), Malerin
- Titus Brandsma (1881–1942), Karmelit, Priester, Philosophieprofessor und Märtyrer (Seligsprechung 1985)
- Julius Wolff (1882–1945), Mathematiker, Opfer des Nationalsozialismus
- Alfred Nourney (1892–1972), Überlebender der Titanic-Katastrophe
- Robert Noorduyn (1893–1959), Flugzeugbauer
- Annie Romein-Verschoor (1895–1978), niederländische Autorin und Journalistin
- Joris Ivens (1898–1989), Dokumentarfilmer
- Marinus van der Goes van Naters (1900–2005), Politiker
- Jan Volkert Rijpperda Wierdsma (1904–1981), Rechtswissenschaftler
- Alfred Mazure (1914–1974), Autor und Comiczeichner
- Clemens C. J. Roothaan (1918–2019), Physiker, Chemiker und Computer-Architekt
- Gerard Stubenrouch (1918–1962), Politiker
- Chris Kropman (1919–2003), Radrennfahrer
- Edy de Wilde (1919–2005), Museumsdirektor, Ausstellungsmacher und Kunstsammler
- Jan Hubertus (1920–1995), Maler
- Johannes Bluyssen (1926–2013), Bischof von ’s-Hertogenbosch
- Johan Peter Gumbert (1936–2016), Historiker
- Carel Weeber (1937–2025), Architekt, Stadtplaner und Hochschullehrer
- Ludger van Bergen (1938–2022), römisch-katholischer Priester, Jesuit
- Paul Pouwels (1941–2015), Regisseur
- Jan Kees Haalebos (1942–2001), Provinzialrömischer Archäologe
- Marcel Chappin (1943–2021), katholischer Theologe
- Jan Steinhauser (1944–2022), Ruderer
- Guido de Werd (* 1948), Kunsthistoriker, Museumsleiter
- Jos Hermens (* 1950), Langstreckenläufer
- Paul Scheffer (* 1954), Soziologe, Journalist und Politiker
- Eddie Van Halen (1955–2020), Rockmusiker
- Frank Boeijen (* 1957), Pop-Musiker
- Bo van de Graaf (* 1957), Jazzmusiker
- Anne-Marie Quist (* 1957), Ruderin
- Marcel Boekhoorn (* 1959), Milliardär
- René Creemers (* 1959), Jazzmusiker
- Ben Liebrand (* 1960), DJ
- Frank Dekkers (* 1961), Künstler
- Marijke Engelen (* 1961), Synchronschwimmerin
- Martina den Hertog-Vogt (* 1961), deutsche Übersetzerin
- Klaas Landsman (* 1963), mathematischer Physiker und Mathematiker
- Erik van Rossum (* 1963), Fußballspieler
- Michiel Braam (* 1964), Jazzmusiker
- Wiro Mahieu (* 1964), Jazzmusiker
- Ben Tijnagel (1964–2005), Eishockeyspieler
- Theo Bos (1965–2013), Fußballspieler
- John Feskens (* 1965), Fußballspieler und -trainer
- Friso Nijboer (* 1965), Schachspieler
- Selena (* 1965), Sängerin
- Maya Hakvoort (* 1966), Musicalstar
- Toine Heijmans (* 1969), Schriftsteller und Journalist
- Michael Cysouw (* 1970), Professor und Linguist
- Renate Limbach (1971–2006), Schachspielerin
- Kamiel Maase (* 1971), Langstreckenläufer
- Robert-Jan Derksen (* 1974), Profigolfer
- Dennis Gentenaar (* 1975), Fußballtorhüter
- Bas van Abel (* 1977), Designer, Elektroingenieur und Unternehmer
- Eefke Mulder (* 1977), Hockeyspielerin
- Gijs Leenaars (* 1978), Dirigent
- Sabine Pfeifer (* 1980), Sängerin, Schauspielerin und Moderatorin
- Sophie Hermans (* 1981), Politikerin
- Frank Demouge (* 1982), Fußballspieler
- Flin van Hemmen (* 1982), Jazzmusiker
- Roderick Weusthof (* 1982), Hockeyspieler
- Willem Janssen (* 1986), Fußballspieler
- Susan Krumins (* 1986), Mittel- und Langstreckenläuferin
- Piet Velthuizen (* 1986), Fußballtorhüter
- Rutger Worm (* 1986), Fußballspieler
- Saïda Maggé (* 1987), Journalistin und Moderatorin
- Niña Weijers (* 1987), Schriftstellerin
- Jasper Cillessen (* 1989), Fußballtorhüter
- Robbert Kemperman (* 1990), Hockeyspieler
- Youri Loen (* 1991), Fußballspieler
- Sieneke Peeters (* 1992), Sängerin
- Laura Smulders (* 1993), Radrennfahrerin
- Kika Sprangers (* 1994), Jazzmusikerin
- Zoë Valks (* 1995), schweizerisch-niederländische Schauspielerin
- Loek van den Berg (* 1996), Jazzmusiker
- Mike Foppen (* 1996), Mittel- und Langstreckenläufer
- Sanne Koolen (* 1996), Hockeyspielerin
- Renée van Laarhoven (* 1997), Hockeyspielerin
- Frank Sturing (* 1997), kanadisch-niederländischer Fußballspieler
- Mink Peeters (* 1998), Fußballspieler
- Eef Gerritsen (* 2000), Eishockeyspieler
- Anthony Musaba (* 2000), Fußballspieler
- Nina Franke (* 2002), Sprinterin
- Amira Willighagen (* 2004), Sängerin

## Städtepartnerschaften
Partnerstädte von Nijmegen sind:
- Pskow, Russland
- Masaya, Nicaragua
- Higashimatsuyama, Japan
- Albany, USA

Eine ehemals bestehende Partnerschaft mit der türkischen Stadt Gaziantep wurde 2021 beendet.